# Woodward (Oklahoma)
Woodward ist eine US-amerikanische Stadt im Bundesstaat Oklahoma und der County Seat des Woodward County. Das U.S. Census Bureau hat bei der Volkszählung 2020 eine Einwohnerzahl von 12.133 ermittelt.

## Geschichte
Das Gebiet wurde historisch von den Stämmen der Kiowa, Comanche, Cheyenne und Arapaho bewohnt. Die Stadt geht auf eine 1887 gegründete Verladestation für Rinder zurück, die auf dem Great Western Cattle Trail lag und bald zu einem der wichtigsten Depots im Cherokee Outlet und später im Oklahoma-Territorium für den Transport von Rindern in den Osten wurde. Eine Stadt mit angloamerikanischen Siedlern entwickelte sich mit der Öffnung des Cherokee Outlet 1893, als wichtige Frontstadt hatte sie den Charakter einer rauen Wildweststadt. Im 20. Jahrhundert erlebte die Stadt ein deutlich Wachstum und eine Industrialisierung durch die Entdeckung von Öl und Gas in der Gegend.

## Demografie
Nach einer Schätzung von 2019 leben in Woodward 12.121 Menschen. Die Bevölkerung teilte sich im selben Jahr auf in 90,1 % Weiße, 0,7 % Afroamerikaner, 1,1 % amerikanische Ureinwohner, 0,3 % Asiaten und 4,4 % mit zwei oder mehr Ethnizitäten. Hispanics oder Latinos aller Ethnien machten 14,2 % der Bevölkerung aus. Das mittlere Haushaltseinkommen lag bei 53.903 US-Dollar und die Armutsquote bei 13,3 %.

## Wirtschaft
Woodward dient als Markt- und Verarbeitungszentrum für Weizen, Rinder, Heu und Geflügel. Die Stadt ist rund um die Southern Plains Range Research Station gewachsen, eine 1912 gegründete landwirtschaftliche Versuchsstation der Vereinigten Staaten.
Woodward liegt außerdem in einem Öl- und Erdgasgebiet auf dem Schelf des Anadarko-Beckens von Oklahoma. Im Jahr 1956 wurde in Woodward County Erdgas entdeckt. In der Folgezeit erlebte Woodward ein bedeutendes Wachstum durch die Eröffnung und Ansiedlung von Ölfeld-Service- und Bohrunternehmen in Woodward.
Zusätzlich zu den Öl und Erdgasvorkommen liegen viele Teile von Woodward County über einer der größten Jodlagerstätten der Welt.

## Persönlichkeiten
- E. Thayer Gaston (1901–1970),  Psychologe und Pionier der Musiktherapie
- James Workman (1908–1983), Ruderer
- Olin E. Teague (1910–1981), Politiker
- Bob Fenimore (1925–2010), American-Football-Spieler